# Кубок Билли Джин Кинг
Кубок Билли Джин Кинг (англ. Billie Jean King Cup) — крупнейшие международные командные соревнования в женском теннисе. Организатором турнира является Международная федерация тенниса.
В 1963—2020 годах турнир назывался Кубок Федерации (англ. Federation Cup, с 1995 года англ. Fed Cup), в сентябре 2020 года был переименован в честь американской теннисистки Билли Джин Кинг.
В мужском турнире аналогичное соревнование называется Кубок Дэвиса.

## История

### Зарождение
Идея проведения турнира зародилась в 1919 году, когда миссис Хейзел Хочкисс-Уайтмен выдвинула концепцию женского командного соревнования. Предложение не было поддержано, и тогда спортсменка в 1923 году предоставила приз (получивший наименование Кубок Уайтмен) для победителя ежегодной встречи команд США и Великобритании, которые в то время были сильнейшими в мировом теннисе.
В начале 1960-х гг. на идею вновь обратили внимание при участии миссис Нелл Хопман, жены легендарного австралийского теннисиста, капитана команды Кубка Дэвиса Гарри Хопмана. В конце концов турнир был проведён в честь 50-летия Международной федерации тенниса в 1963 году в Queen’s Club, Лондон. В состязаниях могли выступать команды любых стран, а не только США и Великобритании. Ожидаемый многими с нетерпением, турнир имел огромный успех. В соревнованиях выступили 16 команд, в составе которых была практически вся мировая элита тенниса того времени. Победила в самом первом турнире команда США.

### Развитие
Уже в первом турнире число команд, боровшихся за победу, было велико — несмотря на то, что участникам не выплачивались призовые деньги и спортсменкам приходилось полностью за свой счет обеспечивать себя, что касалось и проезда к месту соревнований, и выступлений. С появлением спонсоров в 1970-х гг. число государств-участников ещё более возросло. К 1994 г. их количество достигло 73. Это требовало от страны, принимающей турнир, наличия целого теннисного комплекса для проведения матчей. В то же время такое крупное событие придавало значительное ускорение развитию вида спорта в принимающей стране.

### Изменение формата
Рост числа стран-участниц привёл к вводу квалификационных соревнований в 1992 г. В 1995 г. был изменён формат проведения Кубка. Основываясь на успешном опыте проведения Кубка Дэвиса, организаторы турнира сменили схему, дав возможность командам проводить матчи за свою страну у себя дома, что ещё более способствовало росту популярности. После очередного изменения формата в 2005 г. сильнейшие теннисные нации были выделены в две Мировые группы по 8 стран в каждой, которые разыгрывают в течение года Кубок. Остальные участники разделены на зональные квалификационные группы.

## Формат турнира

### Структура
Матчи проводятся между командами, разделёнными на разные уровни и группы. Победители и аутсайдеры в группах переходят в следующем сезоне на другой уровень.
Первые два уровня представлены Мировой группой I и Мировой группой II (World Group I, World Group II), матчи в них проводятся по олимпийской системе (проигравшая команда выбывает из турнира). Команды Мировой группы I, проигравшие в первом раунде турнира, играют квалификационный турнир с четырьмя лучшими командами Мировой группы II за право выступать в следующем сезоне в высшей группе. Аутсайдеры Мировой группы II играют квалификационный турнир с лучшими командами низших уровней за право выступать в Мировой группе II в следующем сезоне.
Последующие уровни разделены по зонам: Америка (2 группы), Европа/Африка (3 группы), Азия/Океания (2 группы), матчи в них проводятся по круговой системе, которые несколько различаются в разных зонах. По результатам турниров выбирается по одной лучшей команде из зон Америки и Азии/Океании, а также две лучшие команды из зоны Европы/Африки, которые получают право играть квалификационный турнир с аутсайдерами Мировой группы II. Победители квалификации выступают в следующем году в Мировой группе II, а проигравшие переходят в зональные группы.
| Уровень | Группы                         | Группы                               | Группы                              |
| ------- | ------------------------------ | ------------------------------------ | ----------------------------------- |
| 1       | Мировая группа I 8 стран       | Мировая группа I 8 стран             | Мировая группа I 8 стран            |
| 2       | Мировая группа II 8 стран      | Мировая группа II 8 стран            | Мировая группа II 8 стран           |
| 3       | Первая группа Америка 8 стран  | Первая группа Европа/Африка 16 стран | Первая группа Азия/Океания 8 стран  |
| 4       | Вторая группа Америка 4 страны | Вторая группа Европа/Африка 8 стран  | Вторая группа Азия/Океания 4 страны |
| 5       |                                | Третья группа Европа/Африка 12 стран |                                     |

### Правила проведения матчей
Встречи между командами Мировых групп, а также квалификационные турниры состоят из пяти матчей, которые играются в течение двух дней. Для победы необходимо выиграть минимум три из пяти. В первый день играются одиночные матчи. Во второй день соперники одиночных матчей меняются местами и играются ещё два матча, а завершает встречу парная игра.
В зональных группах встречи проводятся в трёх матчах и в один день: две одиночные игры и одна парная.

## Победители
Наибольшее количество раз Кубок выигрывала сборная США — 18; десять побед на счету сборной Чехии (включая успехи времён Чехословакии), а семь — у австралиек. Сборная России выигрывала турнир пять раз.
| Достижение                                                                               | Результат            | Владелец |
| Командные достижения                                                                     | Командные достижения | Командные достижения |
| ---------------------------------------------------------------------------------------- | -------------------- | --- |
| Больше всего выигранных сезонов кубка                                                    | 18                   | США |
| Больше всего выигранных сезонов кубка подряд                                             | 7 (1976-82)          | США |
| Больше всего побед в матчевых встречах подряд                                            | 37 (1976-82)         | США |
| Больше всего побед в играх матчевых встречах подряд                                      | 64 (1978-83)         | США |
| Выигрыши матчевых встреч со счёта 0-2 (регламент до трёх побед во встрече)               | 3-2                  | 1996: Австралия — Канада 1999: Австрия — Австралия 2004: Испания — Бельгия 2011: Россия — Франция 2011: Швеция — Аргентина 2013: Россия — Словакия 2015: Франция — Италия |
| Участие во всех турнирах кубка                                                           | 53                   | Австралия Великобритания Италия Франция |
| Достижения игроков                                                                       |                      | |
| Больше всего побед в играх матчевых встречах                                             | 72                   | Аранча Санчес-Викарио ( Испания) |
| Больше всего побед в играх матчевых встреч (только одиночные матчи)                      | 50                   | Аранча Санчес-Викарио ( Испания) |
| Больше всего побед в играх матчевых встреч подряд (только одиночные матчи)               | 29 (1977-86)         | Крис Эверт ( США) |
| Больше всего побед в играх матчевых встреч (только парные матчи)                         | 38                   | Лариса Савченко-Нейланд ( СССР) |
| Самое побеждающее парное сочетание игроков                                               | 18                   | Кончита Мартинес / Аранча Санчес-Викарио ( Испания) |
| Наибольшее число проведённых игр                                                         | 118                  | Анна Кремер ( Люксембург) |
| Наибольшее число проведённых матчевых встреч                                             | 74                   | Анна Кремер ( Люксембург) |
| Наибольшее число участий в матчах финала кубка                                           | 10                   | Кончита Мартинес Аранча Санчес-Викарио ( Испания) |
| Самый молодой игрок, принявший участие в матчах кубка                                    | 12 лет 360 дней      | Денис Панагопулу |
| Самый старый игрок, принявший участие в матчах кубка                                     | 52 года 162 дня      | Джил Баттерфилд |
| Больше всего побед в кубке в статусе капитана команды                                    | 5                    | Петр Пала ( Чехия) |
| Прочее                                                                                   |                      | |
| Наибольшее число геймов в матчевой встрече (регламент до трёх побед во встрече)          | 162                  | 1997: Франция — Япония |
| Наибольшее число геймов в матчевой встрече (регламент до двух побед во встрече)          | 104                  | 1977: Канада — Швейцария |
| Наибольшее число геймов в одиночном матче                                                | 54                   | 1997: Натали Тозья ( Франция) — Наоко Савамацу ( Япония) |
| Наибольшее число геймов в парном матче (до введения тай-брейка)                          | 51                   | 1968: Маргарет Корт / Кэри Мэлвилль ( Австралия) — Винни Шо / Вирджиния Уэйд ( Великобритания)                                                                            |
| Наибольшее число геймов в парном матче (после введения тай-брейка)                       | 43                   | 1998: Кончита Мартинес / Аранча Санчес-Викарио ( Испания) — Мэри-Джо Фернандес / Лиза Реймонд ( США)                                                                      |
| Наибольшее число геймов в сете одиночного матча                                          | 32                   | 1997: Натали Тозья ( Франция) — Наоко Савамацу ( Япония) |
| Наибольшее число геймов в сете парного матча (до введения тай-брейка)                    | 32                   | 1974: Луча Баззи / Даниэла Порцио — Михел Гурдал / Моника ван Хавер |
| Наибольшее число геймов в сете парного матча (после введения тай-брейка)                 | 24                   | 1993: Кармина Хиральдо / Сесилия Инкапи — Паула Кабесас / Барбара Кастро                                                                                                  |
| Наибольшее число разыгранных очков на тай-брейке парного матча                           | 40                   | 2004: Маниша Малхотра / Саня Мирза ( Индия) — Влада Екшибарова / Иванна Израилова ( Узбекистан)                                                                           |
| Наименьшее число проигранных геймов в победной встрече (регламент встреч из трёх матчей) | 0                    | 11 раз |
| Наименьшее число проигранных геймов в победной встрече (регламент встреч из пяти матчей) | 13                   | 2011: Беларусь — Эстония |
| Наибольшее число тай-брейков в матчевой встрече                                          | 5                    | 2 раза |
| Источник:                                                                                |                      | |